# Absolutorium (szkolnictwo wyższe)
Absolutorium (z łac. absolutorium – zatwierdzenie) – zaliczenie zajęć przewidzianych programem studiów, lecz bez przystąpienia do egzaminu końcowego i uzyskania dyplomu.
Absolutorium jako wpis w indeksie uzyskuje się po zdaniu wszystkich egzaminów i dokonaniu zaliczeń wymaganych programem studiów. Oznacza ukończenie studiów. Uzyskanie absolutorium jest koniecznym warunkiem przed przystąpieniem do obrony pracy dyplomowej.
Samo uzyskanie absolutorium nie uprawnia do posługiwania się tytułem zawodowym i nie daje wykształcenia wyższego.

## „Wykształcenie wyższe niepełne” jako błędny synonim
Błędem jest używanie określenia „wykształcenie wyższe niepełne” jako równoprawnego synonimu absolutorium. Określenie „wykształcenie wyższe niepełne” nie istnieje jako rodzaj zdobytego wykształcenia.